# Molovata Nouă
Molovata Nouă è un comune della Moldavia nel distretto di Dubăsari di 1.851 abitanti al censimento del 2004
È situato lungo la riva sinistra del Nistro e dei due villaggi in cui era originariamente diviso Roghi è attualmente controllato dalle forze separatiste della repubblica di Transnistria